# 宝泉乡
宝泉乡，是中华人民共和国四川省绵阳市三台县曾经下辖的一个乡。2019年12月，撤销宝泉乡，将其所属行政区域划归郪江镇管辖。

## 行政区划
宝泉乡撤销前下辖以下地区：
场镇社区、槐荫村、宝泉村、金钟村、岗山村、槐花村、舒河村和星月村。